# Disphragis splendens
Disphragis splendens är en fjärilsart som beskrevs av Druce 1911. Disphragis splendens ingår i släktet Disphragis och familjen tandspinnare. Inga underarter finns listade i Catalogue of Life.